# 47843 Maxson
47843 Maxson este o planetă minoră (asteroid), cu un diametru de 12,361 km, din centura de asteroizi. A fost descoperită pe 11 martie 2000 la Catalina Station⁠(d) de Catalina Sky Survey. 
Obiectul prezintă o orbită caracterizată de o semiaxă mare de 3,0702538502771 UAi, o excentricitate de 0,064190673027583, o înclinație de 11,634170962024 ° în raport cu ecliptica.